# Bremensien

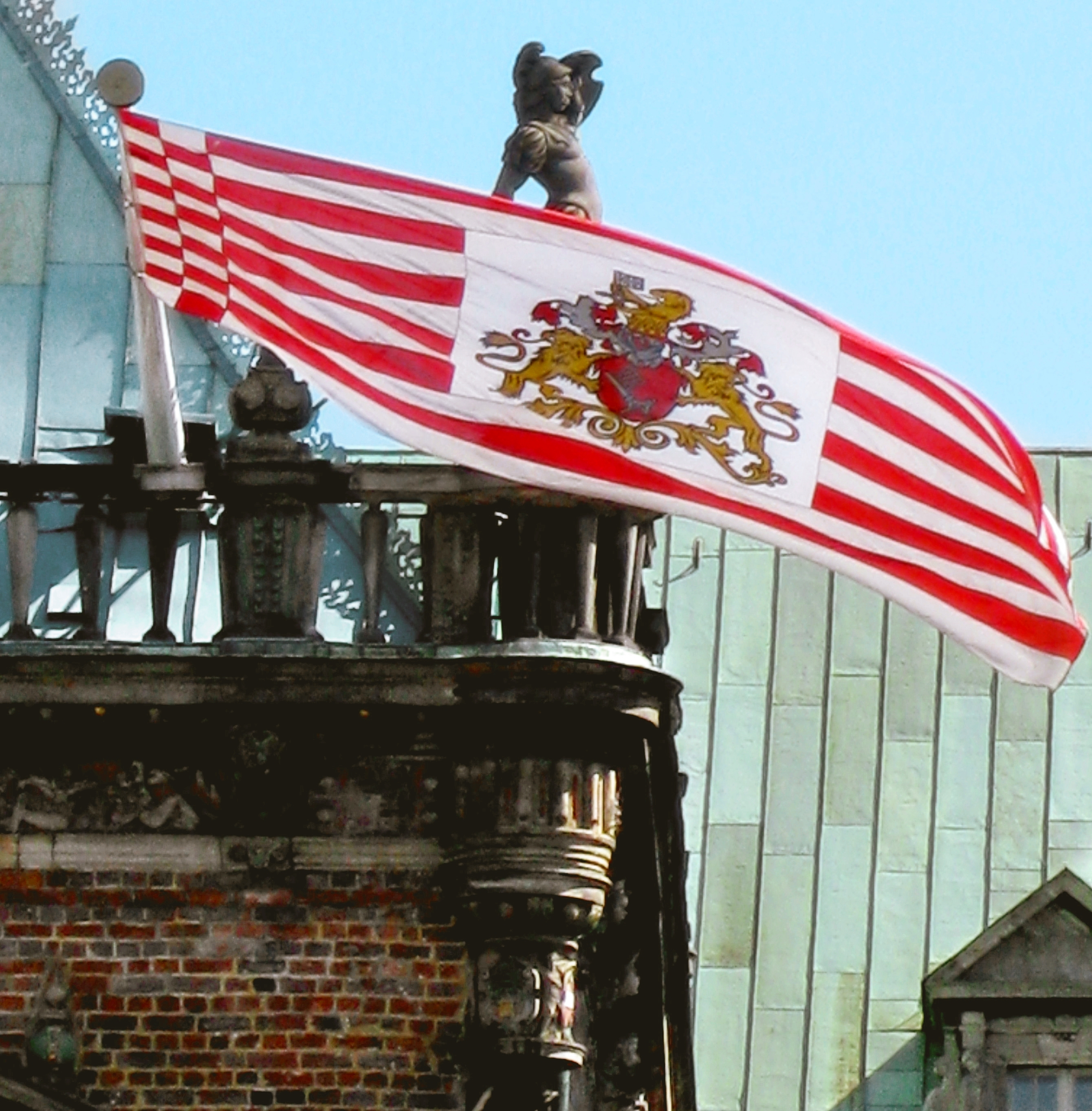
Die Bremer Staatsflagge („Bremer Speckflagge“ mit Bremer Flaggenwappen) am historischen Bremer Rathaus

Als Bremensien werden vornehmlich Bücher, Schriften und Bilder, aber auch Begebenheiten, Gegenstände und Spezialitäten bezeichnet, die sich charakteristisch auf Bremen und sein unmittelbares Umland beziehen.

## Bücher, Schriften, Bildmotive, Grafiken, Musikstücke
Unter Bremensien (von lateinisch Bremensis, „aus Bremen“ oder „zu Bremen gehörig“) versteht man Kulturzeugnisse im weiten Sinn, darunter Literatur, Bilder und Musikwerke, welche die Stadt Bremen oder das umgebende Gebiet des Erzstifts Bremen betreffen oder die von Bremern geschaffen wurden.
In der Staats- und Universitätsbibliothek Bremen (SuUB) befinden sich über 13.000 Schriften, die sich auf Bremen beziehen – die größte Sammlung von Bremensien. Die historische Quellensammlung ist von hohem Wert besonders für das 16. bis 19. Jahrhundert. Es sind unter anderem 2.821 Titel der Bremer Drucke nachgewiesen.
Zu den Bremensien zählen folgende Publikationen:
- Die Schriftenreihen Bibliotheca Bremensis. Bremen 1718–1727.
- Das Museum Bremense. Bremen 1728–1732.
- Die Bibliotheca Bremensis nova. Bremen 1760–1767.
- Ludwig Wilhelm Heyse: Verzeichniß sämmtlicher Bremensien der Bremischen öffentlichen Bibliothek; zusammengestellt auf dem kleinern Bibliotheks-Saale. Heyse, Bremen 1834.
- Sabine Baumgärtner: Gläserne Bremensien vom Mittelalter bis zum Historismus. Bestandskatalog 1989. Bremer Landesmuseum, Focke-Museum, Bremen 1989.
- Universitätsbibliothek Bremen: Gelegenheitsschriften – Ausstellungskatalog und Literaturverzeichnis. Bremen 1977.
- Hauschild: Der Bremensien Freund. Hauschild, Bremen 1977.
- Heinrich Lühring: Bremensien-Verzeichnis. Volksbüchereien Bremen, Bremen 1970.
- A. Wiedemann, Antiquariat (Hrsg.): Versteigerung zweier Bibliotheken am 26. und 27. September 1930 (Katalog Nr. 18). Bremen 1930 ([digi.ub.uni-heidelberg.de/diglit/wiedemann1930_09_26/0011/Image Digitalisat]).

## Begebenheiten, Bräuche
- Der Bremer Freimarkt – nach dem Motto: Ischa Freimaak – findet seit 1035 statt. Früher war das der zweimal jährlich stattfindende Markt, heute einer der bedeutendsten Freimärkte in Deutschland – oder wie die Bremer sagen: Die fünfte Jahreszeit. Der Bremer Roland auf dem Bremer Marktplatz trägt dann ein großes Freimarktsherz und lächelt dazu.
- Das Schaffermahl (Das Essen ist beschafft) von 1545 ist das älteste fortbestehende Brudermahl der Welt, als Abschiedsessen der Schiffer und als Verbindung zwischen Schifffahrt und Kaufleuten. Das Mahl findet jährlich am zweiten Freitag im Februar in der Oberen Rathaushalle im Bremer Rathaus statt. Kapitäne, Reeder, Kaufleute und dazu bedeutende Männer aus Wirtschaft, Politik, Kultur oder Wissenschaft werden eingeladen. Abgesehen vom Hausherrn – dem Präsidenten des Senats, dem Bundespräsidenten und den offiziellen Schaffern – darf jeder nur einmal teilnehmen.
- Die Bremer Stadtmusikanten ist das 27. Märchen im Band 1 von 1812 der Brüder Grimm. In dem weltweit bekannt gewordenen Märchen erreichten die Stadtmusikanten Bremen allerdings nicht, sondern blieben im Räuberhaus, aber als Denkmal von Gerhard Marcks stehen sie an der Westseite des Bremer Rathauses und sind vielfach in anderer Form im Bremer Stadtbild anzutreffen. Neben dem Bremer Roland sind die Bremer Stadtmusikanten ein Wahrzeichen der Stadt.
- Der Bleikeller im Bremer Dom enthält seit dem 17. Jahrhundert eine Sammlung von Mumien.
- Die Bremer Eiswette ist seit 1829 eine Brauchwette, ob die Weser im Januar geiht oder steiht.
- Weniger bekannt ist die Januargesellschaft oder Januargesellschaft der Wittwen- und Statutenkasse; ein traditionelles Kaufmannsfest von Mitgliedern der Handelskammer Bremen, das jeweils am Montag nach dem Dreikönigstag stattfindet und zu den ältesten bestehenden Festmahlen der Welt gehört.
- Das Isen war ein bremischer Brauch, der vom 14. Jahrhundert bis zum Ersten Weltkrieg bestand und dem gemäß jeder auf Lebzeit neugewählte Ratsherr oder Senator ein Festessen für alle Mitglieder des Rates beziehungsweise alle Bürger der Stadt auszurichten hatte.
- Der Spuckstein auf dem Domshof befindet sich recht unscheinbar im Pflaster vor der Westseite des Bremer Doms an der Stelle, wo die Giftmörderin Gesche Gottfried 1831 enthauptet wurde.
- Das Kohl- und Pinkelessen mit Wanderungen oder Kohlfahrten findet im Winter in Bremen und Umzu statt.
- Das erstmals um 1890 erwähnte Domtreppenfegen von unverheirateten, 30-jährigen Männern auf den Stufen des Bremer Doms – begleitet von Drehorgelmusik – geht auf den Volksglauben zurück, dass dauerhaft unverheiratete Männer nach dem Tod verpflichtet würden, total überflüssige Arbeit zu machen. Aufhören darf der Betroffene erst, wenn ihn eine „Jungfrau“ küsst.
- Der jüngere Brauch, das Domklinkenputzen, bezeichnet die weibliche Variante, bei der eine ledige Frau an ihrem dreißigsten Geburtstag die Klinken der Domtüren zu putzen hat.
- Der Wunschbrunnen war ursprünglich der „Taxi-Brunnen“ auf dem Liebfrauenkirchhof. Wer hier ein Geldstück hineinwirft, der erhofft sich die Erfüllung eines Wunsches. Für das Geld wird das Fischfutter beschafft.
- Es ist Brauch, keine Orden zu verleihen oder zu tragen. Als der Bremer Senator Alfred Dominicus Pauli von Kaiser Wilhelm II. 1893 einen Orden erhalten sollte, stellte der Bremer Senat zu dem Brauch, keine Orden zu verleihen oder zu tragen, auf Anfrage fest: „Von altersher ist es Gebrauch, daß Decorationen von Senatsmitgliedern niemals angenommen werden, und so empfiehlt es sich auch – abgesehen von anderen Gründen – schon um deswillen hieran festzuhalten. Auch weil der Bremer Senat nicht in der Lage ist, derartige Höflichkeiten zu erwidern.“ Pauli verzichtete auf eine Ordensannahme. Bürgermeister Theodor Spitta bekräftigte diesen Brauch 1952, als er gegenüber Bundespräsident Theodor Heuss einen Orden ablehnte: „Der Senat fühlt sich auch heute noch an einen sehr alten Beschluß gebunden. Dieser Senatsbeschluß ist nicht Ausdruck irgendeines unberechtigten und unangebrachten Stolzes oder eine allgemeine Ablehnung des Ordensgedankens überhaupt, sondern entspricht einer besonderen, jahrhundertealten hanseatischen Tradition, die in unserer Bevölkerung noch heute lebendig und auch in mir als geborenem Bremer wirksam ist.“ Ausnahme: Das Hanseatenkreuz wurde im Ersten Weltkrieg verliehen, die 1915 von den drei Hansestädten Hamburg, Bremen und Lübeck gemeinsam für Verdienste im Krieg gestiftet worden war.[1]
- In Bremen gab und gibt es aber Ehrenmedaillen wie 1815 die Ehrenmedaille für die Teilnahme am Befreiungskrieg und seit 1843 die Bremische Ehrenmedaille in Gold sowie ab 1938 und erneut seit 1952 die Senatsmedaille für Kunst und Wissenschaft der Freien Hansestadt Bremen. Darüber hinaus gibt es seit 1908 die Lebensrettungsmedaille und gab es ab 1902 nur zeitweise eine Preismedaille für erfolgreiche Leistungen bei Ausstellungen.[2]
- Der Stockangelschein beruht auf einem jahrhundertealten Stockangelrecht bremischer Bürger. Er gilt nur in Bremen und berechtigt zum Angeln mit höchstens zwei Stockangeln in der Weser, der Kleinen Weser, der Lesum bis Burg und der Geeste.
- Das Bremer Tabak-Collegium ist eine Mitte der 1950er Jahre von Bremer Kaufleuten begründete Gesprächsrunde zu Themen der Zeitgeschichte mit nur männlichen Vertretern aus Wirtschaft, Politik, Wissenschaft und Kultur. Ein Motto lautet dabei: „To blow a pipe sociably“. Die Collegien fanden zunächst im Club zu Bremen statt, dann auch im Bremer Ratskeller und im Focke-Museum. Anfang der 1970er Jahre fanden die Collegien nicht mehr in Bremen statt, sondern – für Bremen werbend – an anderen Orten. Es gibt keinen festen Teilnehmerkreis.[3]

Zu den neueren Aktivitäten in Bremen, die möglicherweise „Bremensien“ werden könnten, gehören:
- Der Bremer Kunstpreis wird seit 1985 (früher von 1955 als Kunstpreis der Böttcherstraße) verliehen.
- Der Bremer Karneval findet erst seit 1986 statt.
- Die Breminale ist seit 1987 ein fünftägiges Open-Air-Festival am Osterdeich.
- Der Bremer Solidaritätspreis wird seit 1988 verliehen
- Der Bremer Musikfest-Preis wird seit 1998 verliehen.
- Der Bremer Filmpreis wird seit 1999 verliehen.
- Der Bremen-Marathon findet seit 2005 statt.

## Denkmale als Bremensien
- Der Bremer Roland von 1404 demonstriert den Vorrang der weltlichen Macht des Senats gegenüber der Kirche.
- Der Kleine Roland in der Neustadt von 1737 steht für Anspruch der Neustädter auf gleiche Bürgerrechte wie in der Altstadt.
- Das Vasmer-Kreuz von 1440 erinnert an die Hinrichtung des Bürgermeisters Johann Vasmer.
- Der Focke-Windkanal von 1963 erinnert an den Bremer Luftfahrt- und Hubschrauberpionier Henrich Focke.
- Das Olbers-Denkmal von 1850 in den Wallanlagen ehrt den Arzt und Astronom Heinrich Wilhelm Olbers.
- Das Smidt-Denkmal von 1860 im Bremer Rathaus gedenkt des Bürgermeisters Johann Smidt.
- Die Altmann-Büste von 1877 steht für den Schöpfer der Bremer Wallanlagen Isaak Altmann.
- Die Franzius-Büste von 1962 an der Großen Weserbrücke erinnert an Oberbaudirektor Ludwig Franzius.
- Die Gedenktafel der Fisch-Luzie im Schnoor berichtet über die schlagfertige Fischhändlerin Johanna Flechtmann (1850–1921), ein Bremer Original.
- Die Schüttebüste im Bürgerpark erinnert an den Kaufmann Franz Ernst Schütte.
- Die Ludwig-Roselius-Büste von 1922 in der Böttcherstraße ehrt den Kaufmann Ludwig Roselius.
- Der Benquestein im Bürgerpark gedenkt des Gartenarchitekten und Schöpfers des Parkes Wilhelm Benque.
- Die Bremer Gluckhenne am Rathaus und in der Böttcherstraße erinnert an die sagenhafte Entstehung Bremens.
- Das Haus der Sieben Faulen in der Böttcherstraße wurde nach dem Wiederaufbau 1954 nach den Bremer Sagengestalten der 7 Faulen benannt.
- Das Denkmal Die Bremer Stadtmusikanten erinnert an das gleichnamige Märchen der Brüder Grimm.
- Das Gerhard-Rohlfs-Denkmal steht für den Afrikaforscher Gerhard Rohlfs im Fährgrund in Vegesack.
- Die Ansgar-Säule von 1965 auf dem Ansgarikirchhof erinnert an die 1944 zerstörte St. Ansgarii-Kirche.
- Das Denkmal für die Verteidiger der Bremer Räterepublik von 1972 steht auf dem Waller Friedhof.
- Der Schweinehirt und seine Herde von 1974 in der Sögestraße versinnbildlicht die Herkunft des Straßennamens.
- Das U-Boot-Bunker-Valentin-Mahnmal von 1983 gedenkt der beteiligten Zwangsarbeiter.
- Das Zigarrenmacherdenkmal von 1984 erinnert an die im Buntentorsteinweg in der Neustadt ansässigen Zigarrenmacher.
- Die Kaisenbüste von 1985 vor dem Ortsamt Borgfeld erinnert an Bürgermeister Wilhelm Kaisen, der in Borgfeld wohnte.
- Das Denkmal Wal von 1987 in Vegesack erinnert an die Walfang-Tradition Vegesacks.
- Das Borgward-Denkmal von 1990 an der Mercedesstraße in Hemelingen erinnert an den Unternehmer Carl Borgward
- Kieferts Wurstpavillon, derzeit ausgestellt in der „Markthalle Acht“[4]

## Stadtoriginale
Als Bremer Stadtoriginale sind bekannt:
- Mudder Cordes, eigentlich Metta Cordes (1815–1905), war eine kinderreiche Mutter, Gemüsehändlerin und ein Bremer Stadtoriginal. Das Denkmal von ihr steht seit 1987 in der Knochenhauerstraße.
- Heini Holtenbeen, eigentlich Jürgen Heinrich Keberle (1835–1909), war ein skurriles Original. Sein Denkmal steht im Schnoor.
- Fisch-Luzie, eigentlich Johanna Lucie Henriette Flechtmann (1850–1921), war eine resolute, sehr geschäftstüchtige Fischhändlerin.
- Moppenonkel, eigentlich Johann Hermann Vajen (* 1855), bot auf dem Freimarkt sowie dem Jahrmarkt in Vegesack kleine, mit Zitronenzucker bestreute Lebkuchen feil und dichtete Reime.

## Spezialitäten
Einige sehr bekannte Spezialitäten:
- Bremer Klaben, ein Wintergebäck aus Sultaninen/Korinthen, Weizenmehl, Butter, Zucker, Zitronat, Orangeat, Mandeln, Rum, Hefe, Salz und geriebener Zitronenschale.
- Bremer Kluten, eine Pfefferminz-Fondantstange.
- Bremer Labskaus besteht aus Pökelfleisch oder Corned Beef, Kartoffeln, Matjes, Zwiebeln und Roten Beten.
- Knipp, eine dem Pinkel verwandte Grützwurst.
- Kükenragout, aus Stubenküken zubereitetes Gericht.
- Babbeler, eine pfefferminzhaltige Zuckerstange.

Siehe auch Bremer Küche

## Zitate, Aussprüche, Sprache

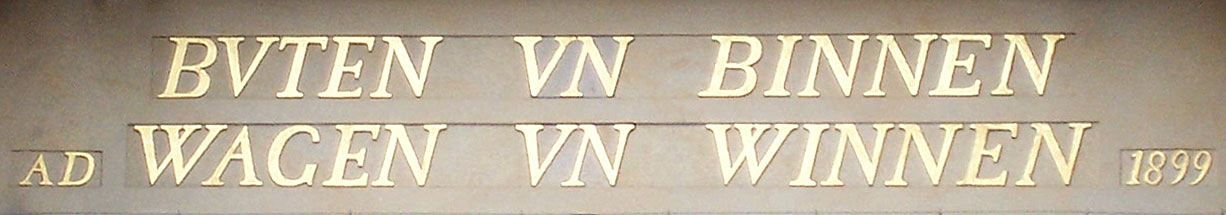
Wahlspruch im Portal des Schüttings

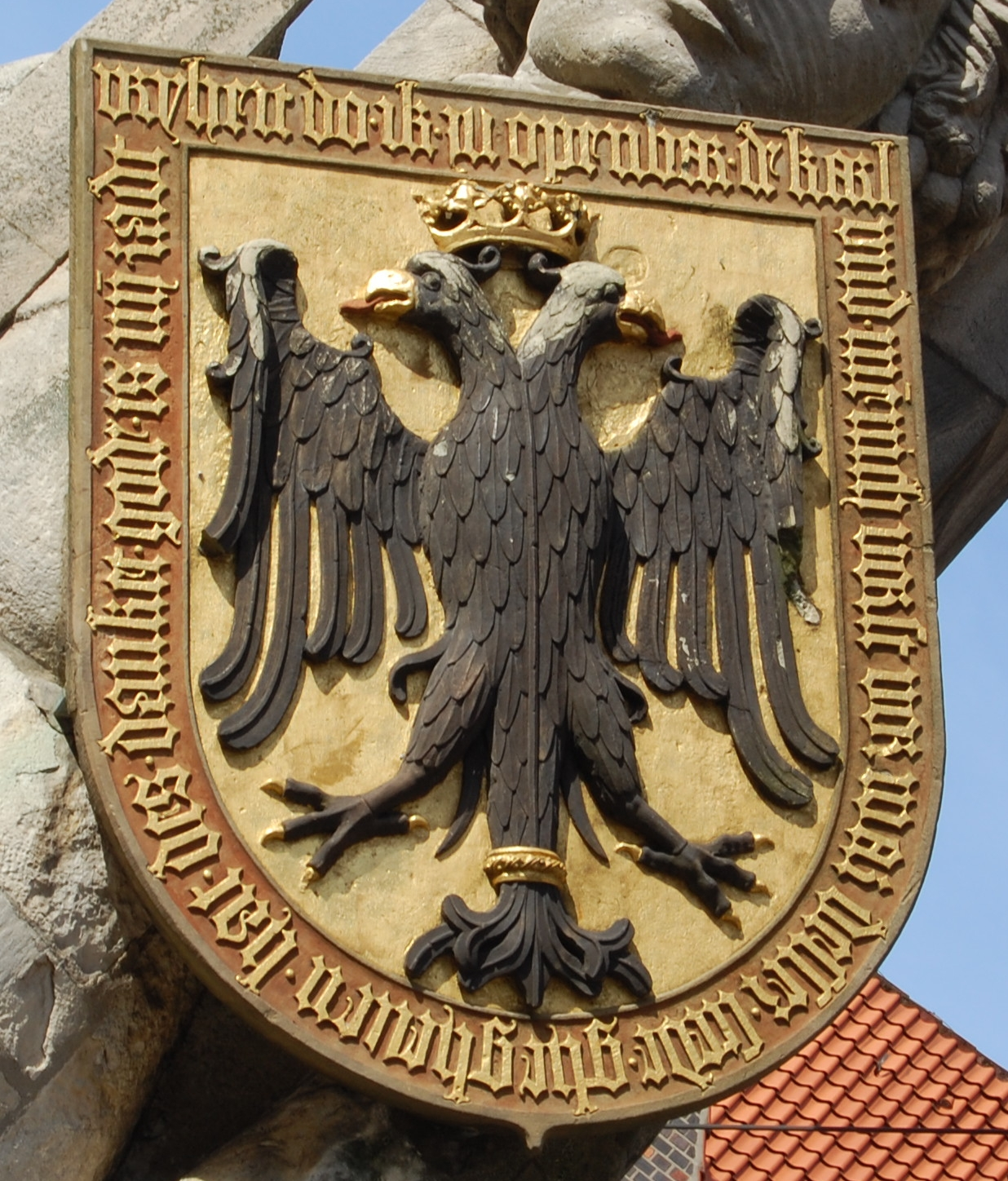
Wappen vom Bremer Roland

Bremer Wappen

- „Drei Mal ist Bremer Recht“: Als Bremer kann man sich nach zwei misslungenen Versuchen immer herausreden mit „Dreimal ist Bremer Recht“, aber es heißt auch, dass die liberalen Bremer jedem dreimal eine Chance einräumen. Die Zahl Drei hatte in der Sprache (Aller guten Dinge sind drei), Mythologie und Religion (Trinität, Triade), aber auch im Rechtsleben (Mitglieder von Spruchkörpern, Aufgebote, Joduteruf, Rechtskraft bei einigen Urteilen) große Bedeutung.
- „Buten un Binnen, Wagen un Winnen“: Wahlspruch im Portal des Schüttings der Handelskammer Bremen am Bremer Marktplatz.
- „Roland mit de spitzen Knee: Segg mol, deit di dat nich weh?“ ist ein Volksreim auf den Bremer Roland.
- „Vryheit do ik ju openbar · de karl und mennich vorst vorwar · desser stede ghegheven hat · des danket gode is min radt“ („Freiheit offenbare ich euch, die Karl und mancher Fürst fürwahr dieser Stätte gegeben hat, das danket Gott ist mein Rat“) steht in Minuskeln im Wappenschild des Bremer Rolands oder auch als Roland der Ries’ am Rathaus zu Bremen nach einem Gedicht von Friedrich Rückert benannt.
- Das Bremer Wappen zeigt auf rotem Grund einen silbernen Schlüssel, den Bremer Schlüssel, der für den Schlüssel von Petrus steht. In alter Hanseatenkonkurrenz zu Hamburg – die ein Tor im Wappen zeigen – heißt es: „Die Hamburger haben das Tor zur Welt – wir aber haben den Schlüssel dazu!“
- Tagenbaren ist ein in dritter Generation in Bremen geborener (nds. baren) und aufgewachsener (nds. tagen) Bürger.
- Butenbremer ist die Bezeichnung für aus Bremen stammende, aber woanders auf der Welt lebende Menschen, oder für Menschen aus dem Bremer Umland.
- Der Bremer Dialekt (siehe dort) oder Bremer Schnack auch Bremer Snak ist ein Regiolekt. Dazu gehören Sätze und Worte wie Moin, umzu, da nich für, inne Puschen kommen, ich geh’ nach min Hus, oder um’n Pudding gehen.
- Bremer Ortsbezeichnungen wie Pusdorf für den windigen Ortsteil Woltmershausen, Geelbeensche für die Bewohner des Ortsteils Buntentor, die früher gelbe Beine vom Tabakstampfen bekamen, Borg oder Borch für den Ortsteil Burg oder Börgerpaak für den Bürgerpark Bremen.

## Gedichte über Bremen
Einige bekanntere Gedichte beziehen sich auf Bremen:
Joachim Ringelnatz schwärmte 1924:
Bremen
Hier gelt ich nix, und würde gern was gelten,
Denn diese Stadt ist echt, und echt ist selten.
Reich ist die Stadt. Und schön ist ihre Haut.
Sag einer mir:
Welch Geist hat hier
Die Sankt Ansgarikirche aufgebaut?...
Das Gedicht schließt:
Und als ich, wie um eine spanische Wand
Mich schlängelnd, eine seltsame leere
Doch wohlgepflegte Villengassen fand
Und darin viel verlorene Ehre
Stand dort ein Dacharbeiter.
Den fragte ich so ganz nebenbei:
Ob er wohl ein Senator sei?
Da ging er lächelnd weiter.
Heinrich Heine dichtete 1825 bis 1826 in Die Nordsee im zweiten Zyklus:
Im Hafen
Glücklich der Mann, der den Hafen erreicht hat,
Und hinter sich ließ das Meer und die Stürme,
Und jetzo warm und ruhig sitzt
Im guten Ratskeller zu Bremen....
Er begeistert sich dann in der Mitte des Gedichts:
Du bist wie eine Ros im Ratskeller zu Bremen!
Das ist die Rose der Rosen,
Je älter sie wird, je lieblicher blüht sie,
Und ihr himmlischer Duft, er hat mich beseligt,
Er hat mich begeistert, er hat mich berauscht,
und hielt mich nicht fest, am Schopfe fest,
Der Ratskellermeister von Bremen,
Ich wäre gepurzelt!
Und er schließt sein Gedicht und sein Lob:
Du braver Ratskellermeister von Bremen!
Siehst du, auf den Dächern der Häuser sitzen
Die Engel und sind betrunken und singen;
Die glühende Sonne dort oben
Ist nur eine rote, betrunkene Nase,
Die Nase des Weltgeists;
Und um diese rote Weltgeistsnase
Dreht sich die ganze betrunkene Welt.